# Державна реєстраційна служба України
Державна реєстраційна служба України (також Укрдержреєстр, неофіційне скорочення — ДРСУ) — колишній центральний орган виконавчої влади, що існував з 2011 по 2015 роки.
Діяльність спрямовується і координується Кабінетом Міністрів України через Міністра юстиції України та входить до системи органів виконавчої влади.
Укрдержреєстр є головним органом у системі центральних органів виконавчої влади з питань реалізації державної політики у сферах державної реєстрації актів цивільного стану, державної реєстрації речових прав на нерухоме майно, державної реєстрації юридичних осіб та фізичних осіб — підприємців, реєстрації (легалізації) об'єднань громадян, інших громадських формувань, статутів фондів загальнообов'язкового державного соціального страхування, якщо їх реєстрація передбачена законами, статуту територіальної громади міста Києва, друкованих засобів масової інформації та інформаційних агентств як суб'єктів інформаційної діяльності.
Положення про службу затверджене постановою Кабінету Міністрів України від 2 липня 2014 року № 219.
Кабінет Міністрів України 21 січня 2015 р. ухвалив рішення ліквідувати ДРС, приєднавши її до Мін'юсту.

## Основні завдання
Основними завданнями Укрдержреєстру є:
1. реалізація державної політики у сферах державної реєстрації актів цивільного стану, державної реєстрації речових прав на нерухоме майно, державної реєстрації юридичних осіб та фізичних осіб — підприємців, реєстрації (легалізації) об'єднань громадян, інших громадських формувань, статутів фондів загальнообов'язкового державного соціального страхування, якщо їх реєстрація передбачена законами, статуту територіальної громади міста Києва, друкованих засобів масової інформації та інформаційних агентств як суб'єктів інформаційної діяльності;
2. внесення на розгляд Міністра юстиції України пропозицій щодо формування державної політики у зазначених сферах.

## Послуги, які можна отримати, зокрема через «Укрпошту»
З 1 листопада 2013 громадяни України можуть скористатися через «Укрпошту» такими послугами Укрдержреєстру:
- Проставлення апостиля на офіційних документах;
- Державна реєстрація фізичної особи, яка має намір стати підприємцем;
- Державна реєстрація змін до відомостей про фізичну особу — підприємця, які містяться в Єдиному державному реєстрі;
- Державна реєстрація припинення підприємницької діяльності фізичною особою — підприємцем (за рішенням підприємця; у разі його смерті, оголошення померлим або визнання безвісти відсутнім; за судовим рішенням, що не пов'язано з банкрутством підприємця);
- Державна реєстрація юридичної особи;
- Державна реєстрація припинення юридичної особи в результаті її реорганізації (ліквідації, а також злиття, приєднання, поділу чи перетворення);
- Державна реєстрація змін до установчих документів юридичної особи;
- Державна реєстрація змін до відомостей про юридичну особу, які містяться в Єдиному державному реєстрі;
- Видача довідки з Єдиного державного реєстру;
- Надання витягів з Державного реєстру речових прав на нерухоме майно.

## Голова
- Онищенко Ганна Володимирівна